# Jesús Loroño Artega
Jesús Loroño Artega (Larrabetzu, 10 de gener de 1926 - 12 d'agost de 1998) va ser un ciclista basc que fou professional entre els anys 1944 i 1962, durant els quals va aconseguir 65 victòries.
La seva especialitat eren les etapes de muntanya, com proven el Campionat nacional en l'especialitat i la classificació de la muntanya del Tour de França 1953. Va rivalitzar en aquest terreny amb Federico Martín Bahamontes.
Va guanyar la Volta a Espanya 1957, després d'haver estat segon el 1956, en què fou superat per només 13 segons.
El 1953 aconseguí una victòria d'etapa al Tour de França, a més del Gran Premi de la Muntanya i la cinquena posició en el de 1957.

## Palmarès
- 1947
  - 1r a la Pujada al Naranco
  - 1r a la Pujada a Arantzazu
- 1949
  - Campió de Bizkaia
  - 1r a la Pujada a Arrate
  - 1r al Circuit de Getxo
- 1951
  - Vencedor d'una etapa a la Volta a Catalunya
- 1953
  - Vencedor d'una etapa al Tour de França i vencedor del Gran Premi de la Muntanya
- 1954
  -  Campió d'Espanya de Muntanya
  - 1r a Iurreta
- 1955
  - Vencedor de 2 etapes a la Volta a Catalunya
  - Vencedor d'una etapa del Circuit Montanyès
  - 1r a la Pujada a l'Atalaia (Santander)
- 1956
  - Vencedor d'una etapa a la Volta a Astúries
  - 1r a la Bicicleta Eibarresa
- 1957
  -  1r a la Volta a Espanya i vencedor d'una etapa
  -  1r a la Volta a Catalunya i vencedor d'una etapa
  - 1r a Urduliz
- 1958
  - 1r a la Bicicleta Eibarresa i vencedor d'una etapa
  - Vencedor d'una etapa a la Volta a Espanya
- 1960
  - Vencedor d'una etapa a la Bicicleta Eibarresa
  - 1r a Muxika

### Resultats a la Volta a Espanya
- 1948. 21è de la classificació general
- 1950. 10è de la classificació general
- 1955. 4t de la classificació general
- 1956. 2n de la classificació general
- 1957. 1r de la classificació general i vencedor d'una etapa
- 1958. 8è de la classificació general i vencedor d'una etapa
- 1959. 18è de la classificació general
- 1960. 9è de la classificació general
- 1961. 10è de la classificació general
- 1962. 13è de la classificació general

### Resultats al Tour de França
- 1953. 50è de la classificació general. Vencedor d'una etapa. 1r del Gran Premi de la Muntanya
- 1955. 20è de la classificació general
- 1956. 29è de la classificació general
- 1957. 5è de la classificació general
- 1960. 21è de la classificació general

### Resultats al Giro d'Itàlia
- 1953. 43è de la classificació general
- 1954. 24è de la classificació general
- 1958. 7è de la classificació general